# Вишнів (Польща)
Вишнів (пол. Wiszniów) — село в Польщі, у гміні Мірче Грубешівського повіту Люблінського воєводства. Населення — 434 особи (2021).

## Історія
Перші записи про Вішнюв походять з 1396 року. У 1426—1435 роках село належало Миколаю Мнічу. У 1436 р. У Вішнюві була відзначена каплиця, а її капеланом — Ян Міколай Гронбец. У 1472 р. У Вішневі було 15 ріллі та православна церква. У 1482 році село з братом було передано Яну Макосею Молодшому гербу Правда. Потім село перейшло у володіння його синів: Миколая та Яна Вішнювських. Реєстрація з 1531 року. У Вішнюві він відзначив три поля орної землі та порожню церкву. У 1564 році власником села був Мацей Макосій. Того року в селі було 5 львів (84 га) орної землі. Потім село за невідомих обставин перейшло до королівських рук і було включене до старості Белза.
За королівською люстрацією 1589 р. Вишнів — село округи Тишівців Белзького повіту Белзького воєводства у володінні Макосія, налічувалось 5 ланів оброблюваної землі, 5 загородників, 1 ремісник і 4 коморники.
За невідомих обставин Вішнюв перейшов у приватні руки — наприкінці XVII століття село належало Станіславу Нагорському з герба Остоя. Після нього Вішнюв успадкувала його дочка Катажина, яка привезла майно в якості дружини Миколі Юзефу Коцу, герб Дамброва. Село, ймовірно, перейшло в руки Юзефа Станіслава Радецького через весілля з дочкою Міколая Коца — Анною. Після Юзефа Радецького Вішнюв успадкував його син Міхал Радецький. У 1780 р. Було відзначено двох власників села: Міхала Радецького та Францішка Свєжавського, які заснували нову дерев'яну церкву. Францішек Свєжавський був власником Вішнюва в 1799 році, після нього власність перебрав його син Матеуш Свєжавський, одружений з Пракседою Драмінською. Другу частину Вішнюва після родини Радецьких придбав Ян Грабовський. У 1822 році село успадкувало від Яна Грабовського його син Олександр Грабовський, який продав власність у 1834 році за 111 750 злотих Марцину та Маріанні, уродженій Павловському, Студзінські. У 1827 році у Вішневі було 78 будинків, а в селі проживало 393 жителі.
Друга частина Вішнюва належала Іполіту та Едварду Свєжавським, а згодом Яну Свєжавському, який помер у 1840. В першій половині XIX століття Свєжавські продали Вішнюв Кельчевським. З початку XIX століття Келчевські жили у садибі модрини. Келчевських успадкували їх сини Тадеуш та Юзеф, які збудували два особняки, розташовані неподалік. Вішнюв також належав сину Северина Келчевського — Владиславу Келчевському. Під час Першої світової війни Вішнюв був серйозно пошкоджений. Садиба та господарські будівлі були повністю зруйновані.
У 1669 р. в селі вже була церква. До місцевої парафії належали також філії в Радостові й Верешині. В 1850 р. українська греко-католицька громада збудувала нову церкву св. Івана Хрестителя, яка належала до Тишовецького деканату Холмської єпархії і яку в 1875 р. відібрала російська влада і віддала Російській православній церкві. Поляки після окупації Холмщини в 1919 р. забрали церкву під костел.
У 1921 році село входило до складу гміни Мірче Грубешівського повіту Люблінського воєводства Польської Республіки. У 1929 році 273 га землі належала Зофії Ярошинській, 69 га — Єжи Плантовському,430 га орендувала Марія Пятковська. Останніми роками, до закінчення Другої світової війни, Вацлав Банашкевич був орендарем Вішнюва. Після 1947 року шляхетське майно було парцельовано, а на його місці створено радгосп.
У серпні 1944 року місцеві мешканці безуспішно зверталися до голови уряду УРСР Микити Хрущова з проханням включити село до складу УРСР, звернення підписало 217 осіб.
1-5 липня 1947 року під час операції «Вісла» польська армія виселила зі села на приєднані до Польщі північно-західні терени 2 українців. У селі залишилося 74 поляки. Ще 2 невиселених українців підлягали виселенню.
У 1975—1998 роках село належало до Замойського воєводства.

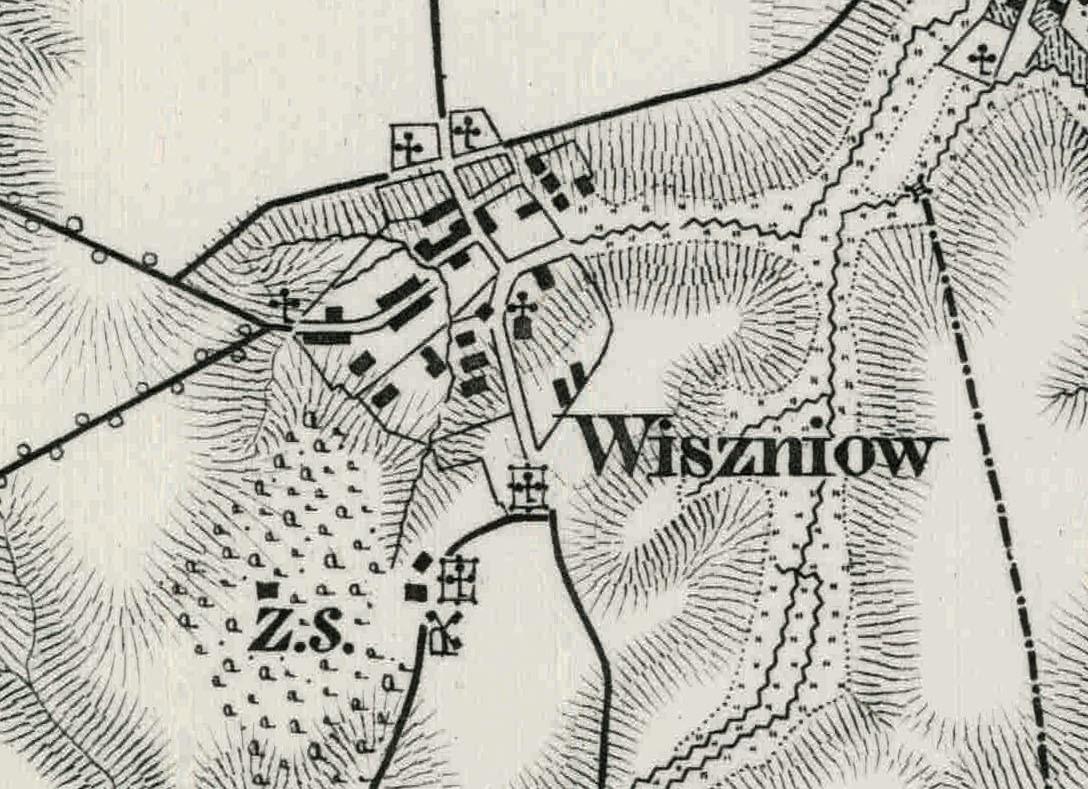
карта з 1876 року
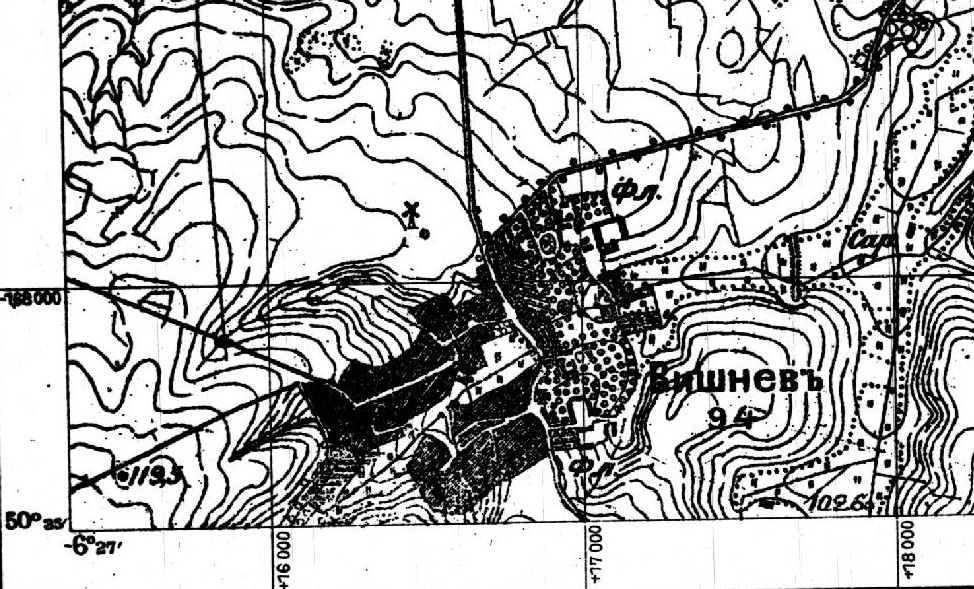
карта з 1915 року
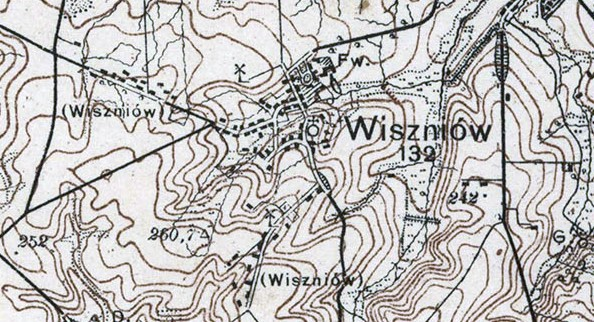
карта 1929 року
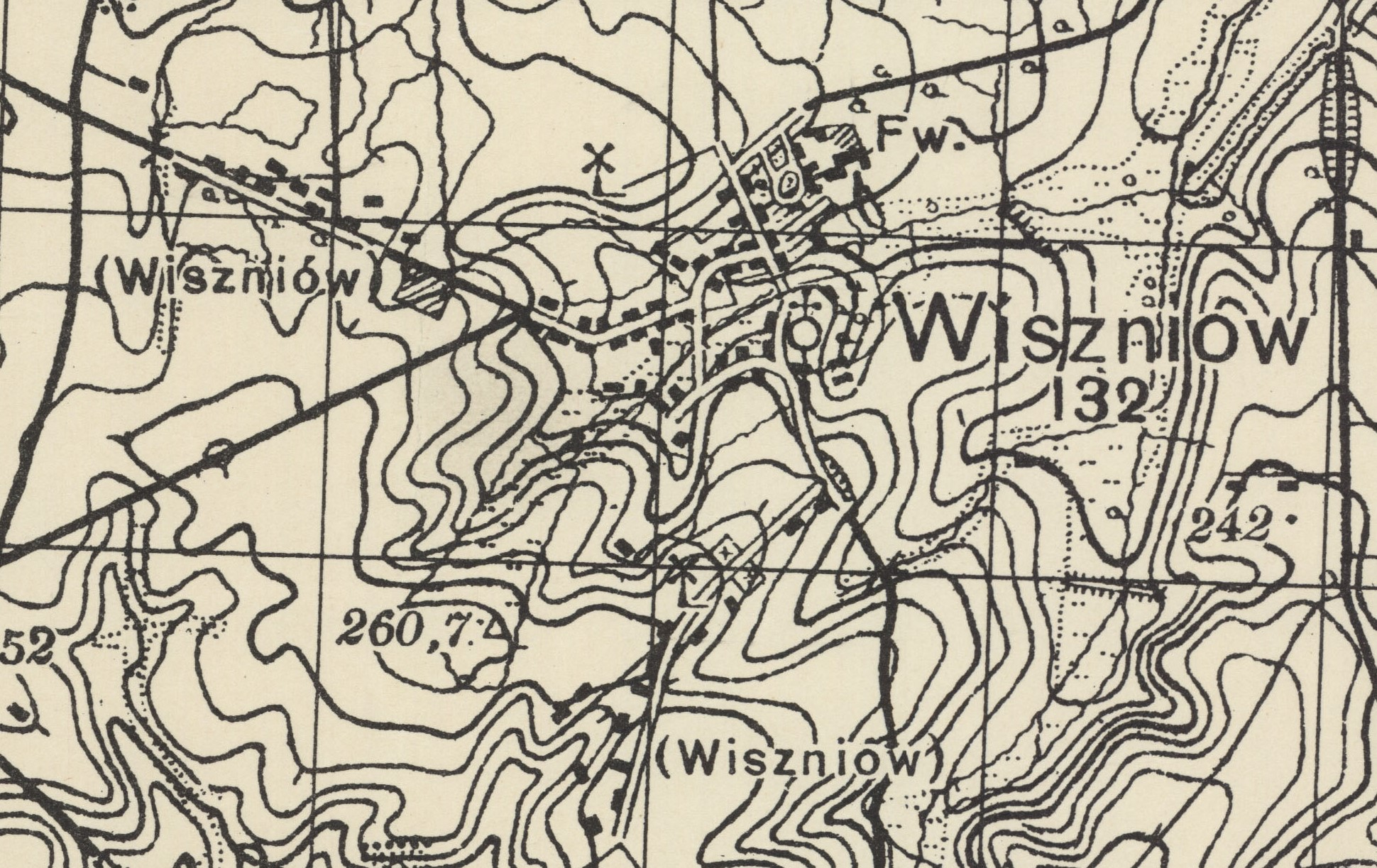
карта 1941 року

## Резиденція Келчевських
Прямокутна будівля мала один поверх і значний кам'яний фундамент. Будинок мав незаштукатурені зовнішні стіни та досить високий дах. До головного входу в нього з під'їзду передував ганок з дахом. Вздовж усієї сторони саду було ганок, також покритий розсувним дахом. Будинок містив близько 10 кімнат. Більшість із них мали стильний старовинний пристрій, виготовлений переважно з червоного дерева. Стіни прикрашали картини, переважно у вигляді сімейних портретів. Деякі інші твори мистецтва та бібліотека також були зібрані в садибі. Все це згоріло в 1920 році. Широкий проспект, засаджений листяними деревами, вів до садиби, оточеної старим садом. На його початку була вхідна брама в неоготичному стилі.

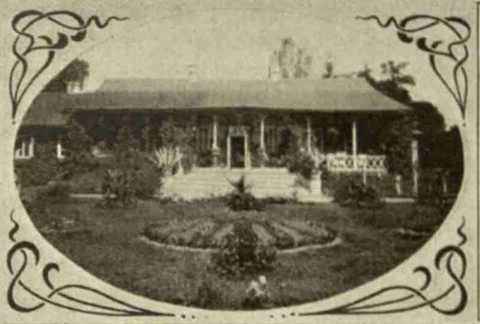
Садиба Кєлчевських
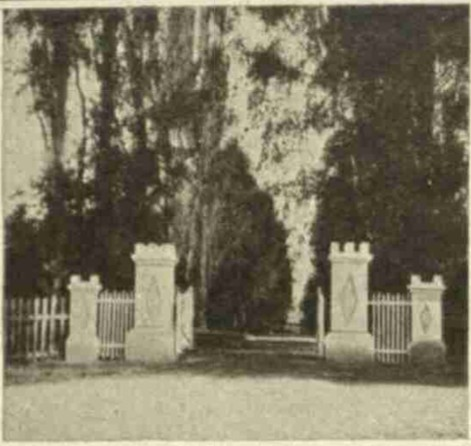
Історичні ворота

## Церква
Найдавніші згадки походять з 1472 р. В податковому реєстрі 1532 р. зазначено, що церква опущена. В книзі записів присяг новопосвячених священиків, заведеній єпископом Атанасієм Пакостою у 1620 р., під 1621 р. є єдиний запис присяг дяків до церков, між якими є і дяк Григорій, призначений до вишнівської церкви св. Кузьми і Дем'яна: "Дъгак Грєгорий… до церкви Отих Бєзсрєкник Козми и Дєлшіанл ежє в сєл^ Еиснєви. " 13 квітня 1669 р. ериґував парафію Усічення Голови св. Івана Хрестителя і збудував нову церкву власник села Дмитро Юрій Вишневецький. В часі візитації 1775 р. була дерев'яною, з однією маленькою маківкою, критою бляхою, і дзвіницею над бабинцем. У 1780 р. зведено нову дерев'яну церкву коштом дідичів Михайла Радецького і Франциска Свіжавського посвячену Різдву Пр. Богородиці. Документ 1828 р. описує її як будівлю, подібну до костелу. Вхідні двері були влаштовані з заходу, по обидві сторони вівтаря розташовувалися ризниці. Дах церкви вінчала маківка. Цю будівлю замінила у 1869 р. нова дерев'яна церква в неоросійському казенному стилі. З 1875 р. — православна. У 1922 р. перетворена на костел св. Станіслава єпископа, тоді ж перебудована з втратою стильових ознак. Ремонтована у 1960 р.
Дерев'яна зрубна будівля. Складається з ширшої прямокутної в плані нави, до якої зі сходу прилягає вужчий прямокутний в плані вівтар з захристією з півночі, а з заходу — теж вужчий квадратовий бабинець. До західної стіни бабинця прилягає присінок з двома приміщеннями по боках (сходами на хори і складом). Нава вкрита чотирибічним пірамідальним дахом, тепер увінчаним ве-жечкою з сиґнатуркою, завершеною шпилем. До ремонту 1954 р. над навою здіймався восьмерик, завершений шпилем, ймовірно, встановленим у 1920-х рр. при заміні церкви на костел замість первісної цибулястої бані. Рівновисокі вівтар і бабинець накриті двосхилими дахами. До 1954 р. присінок завершувала вежа-дзвіниця, замінена тепер низьким двосхилим дахом з гребенем, перпендикулярним до осі храму. Стіни церкви шальовані вертикально дошками і лиштва-ми. Всередині — пласкі стелі, у наві її підтримують чотири колони. В бабинці влаштовані хори. Внутрішній вистрій втрачений.

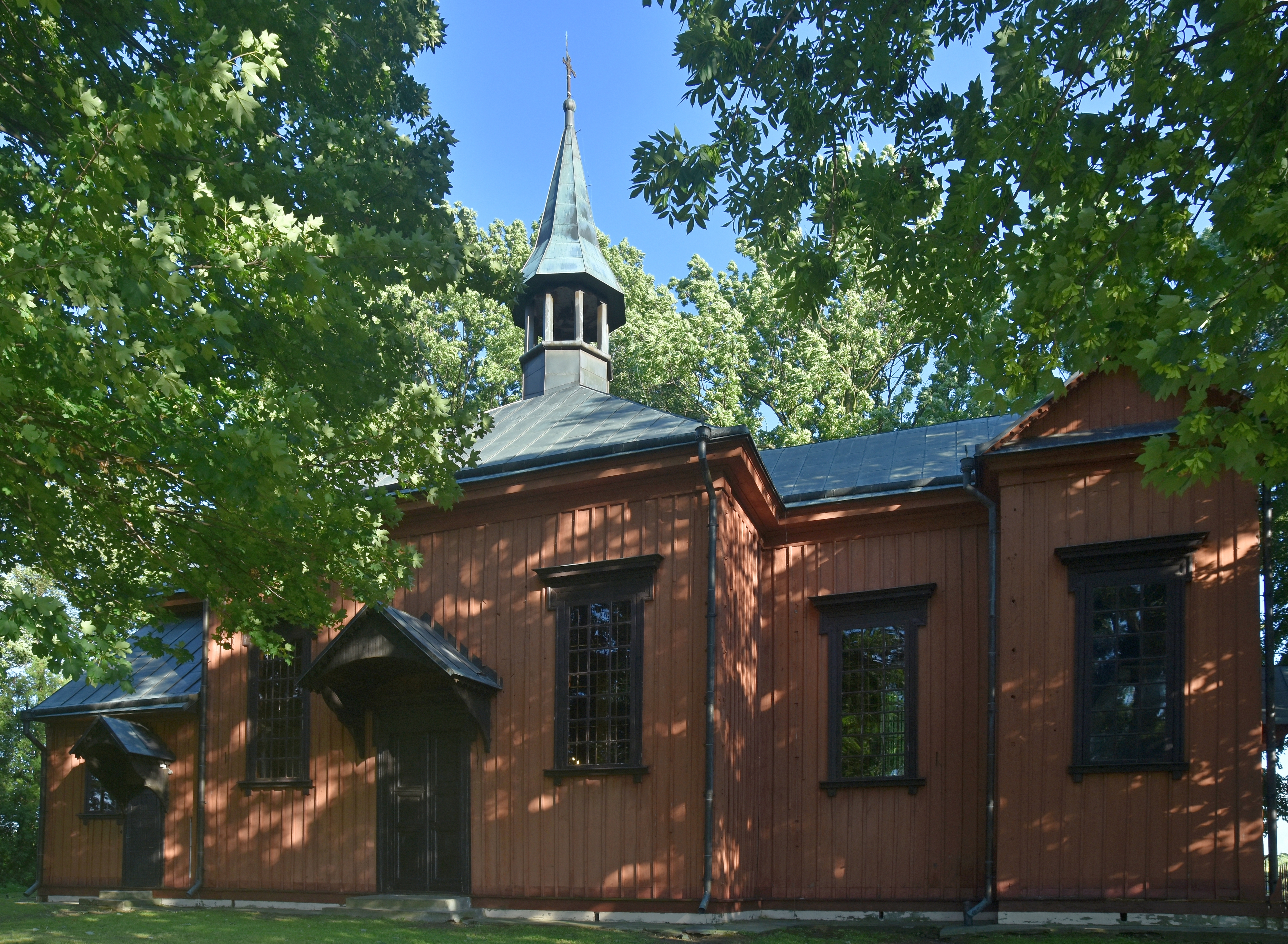
Церква Усічення голови св. Івана Хрестителя
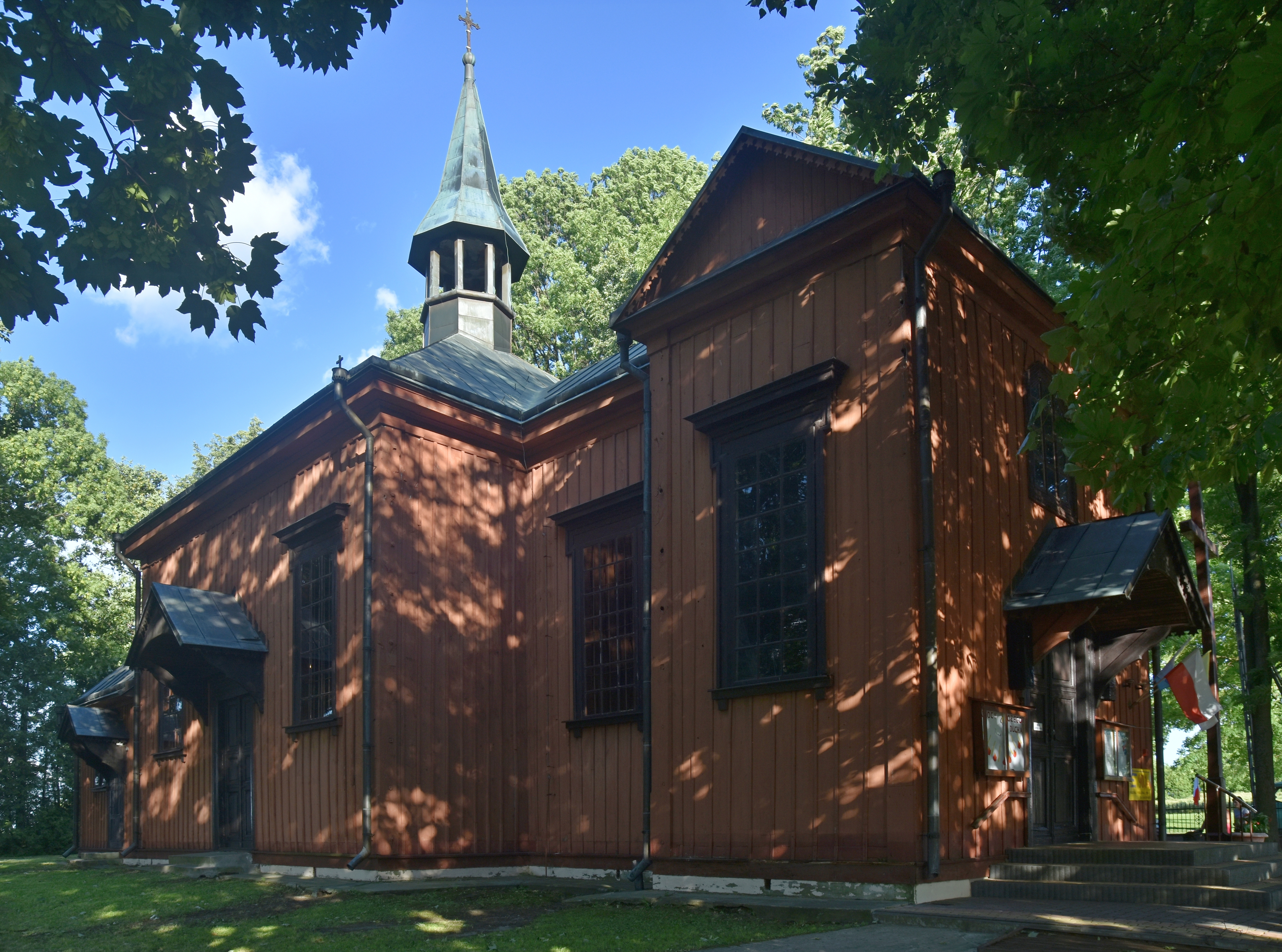
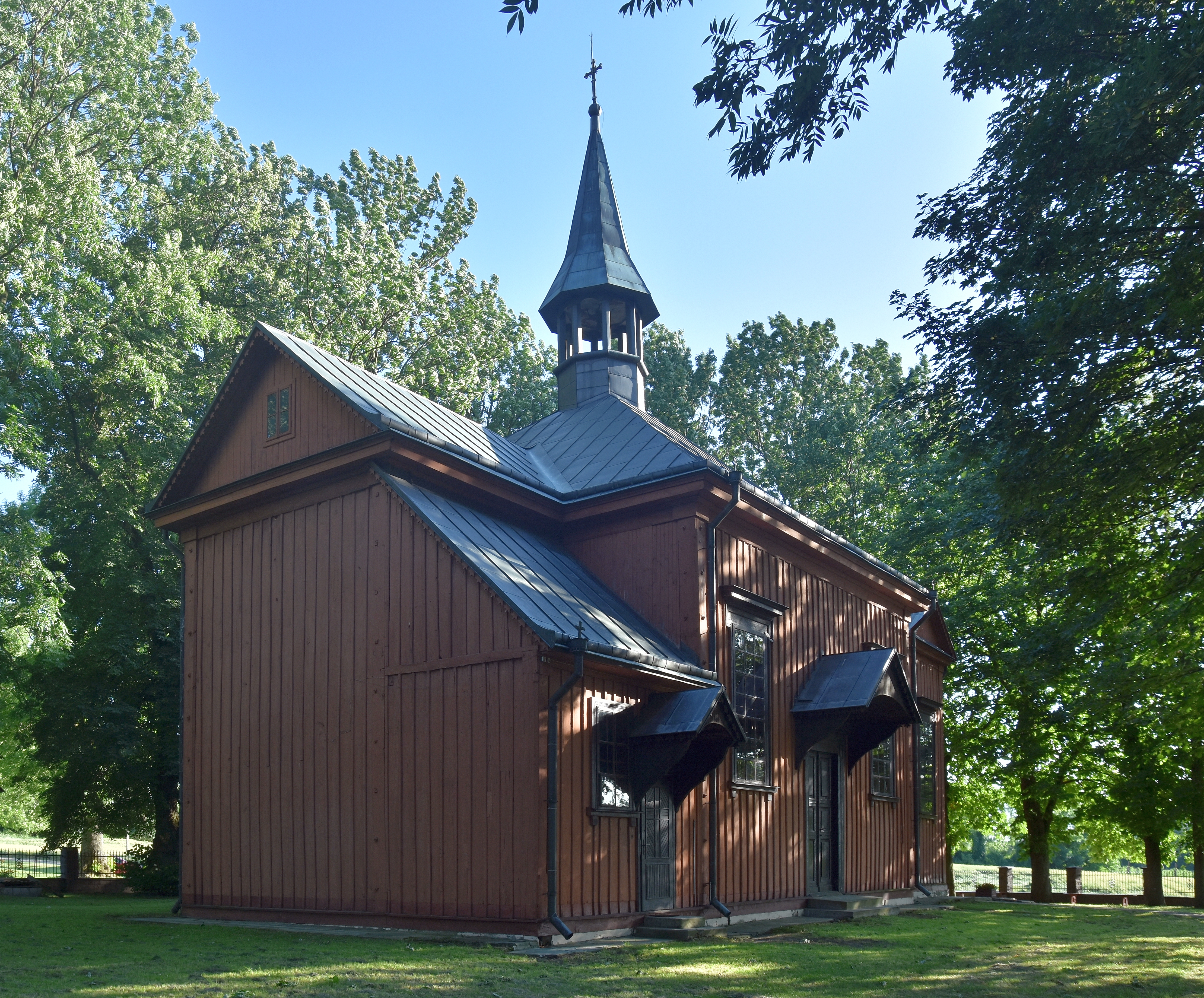
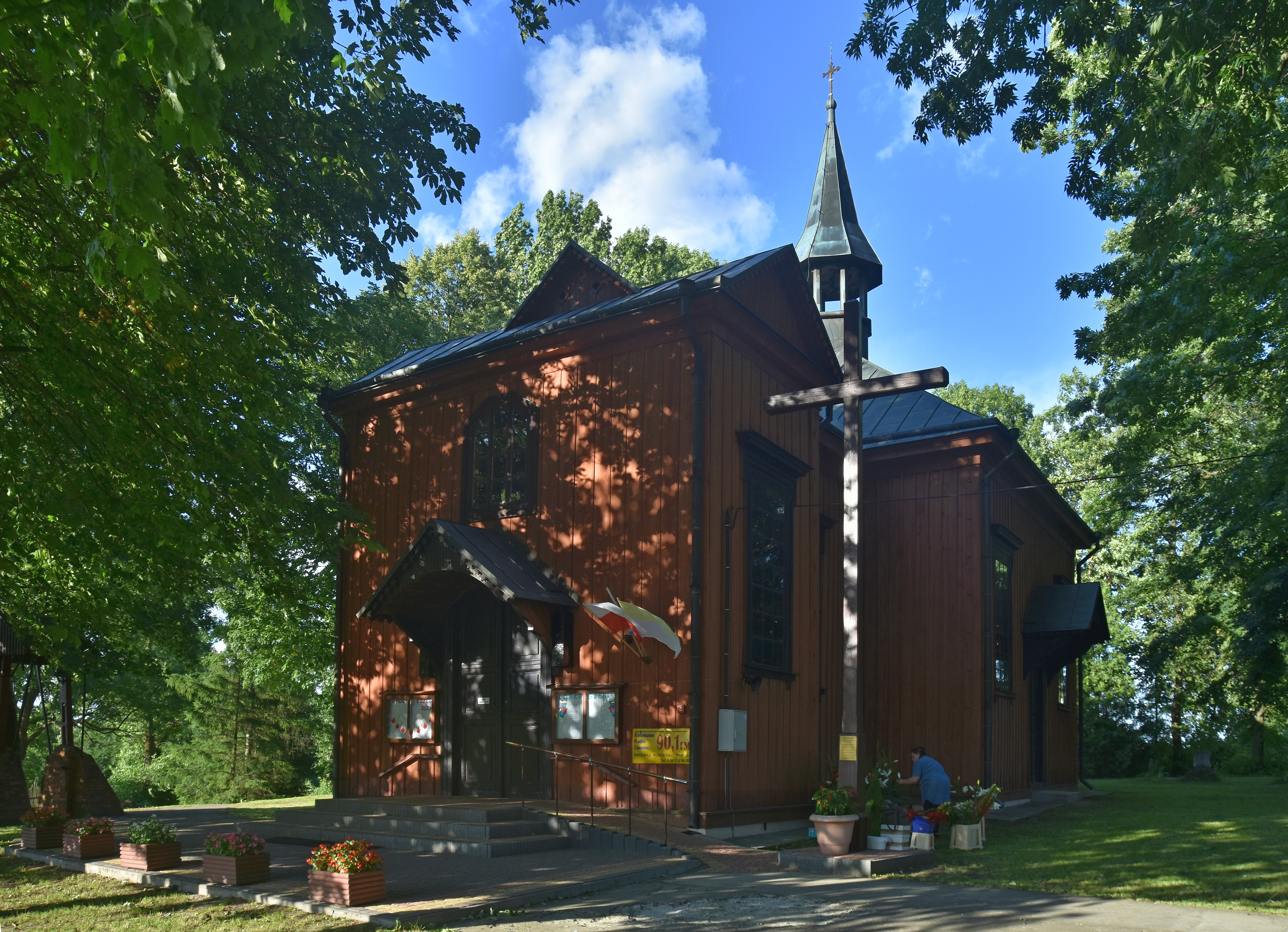
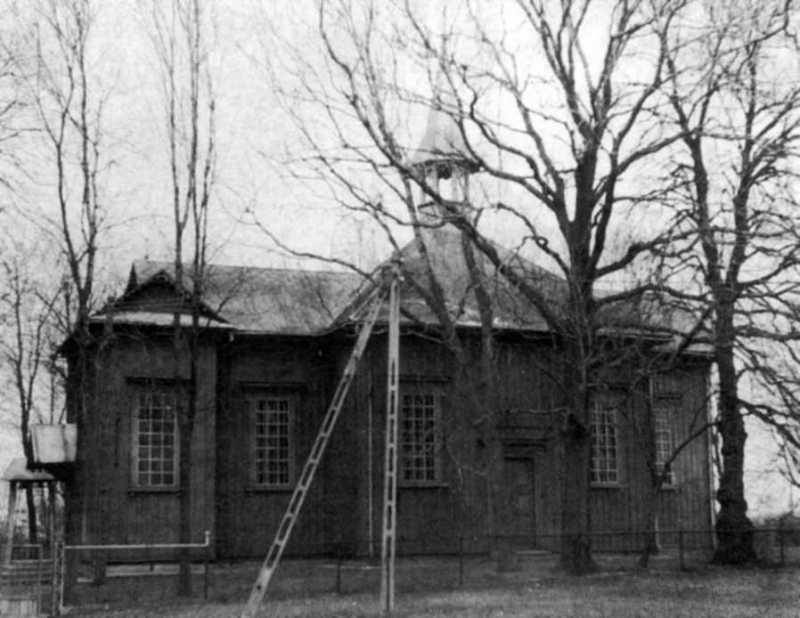
1980

## Стара школа

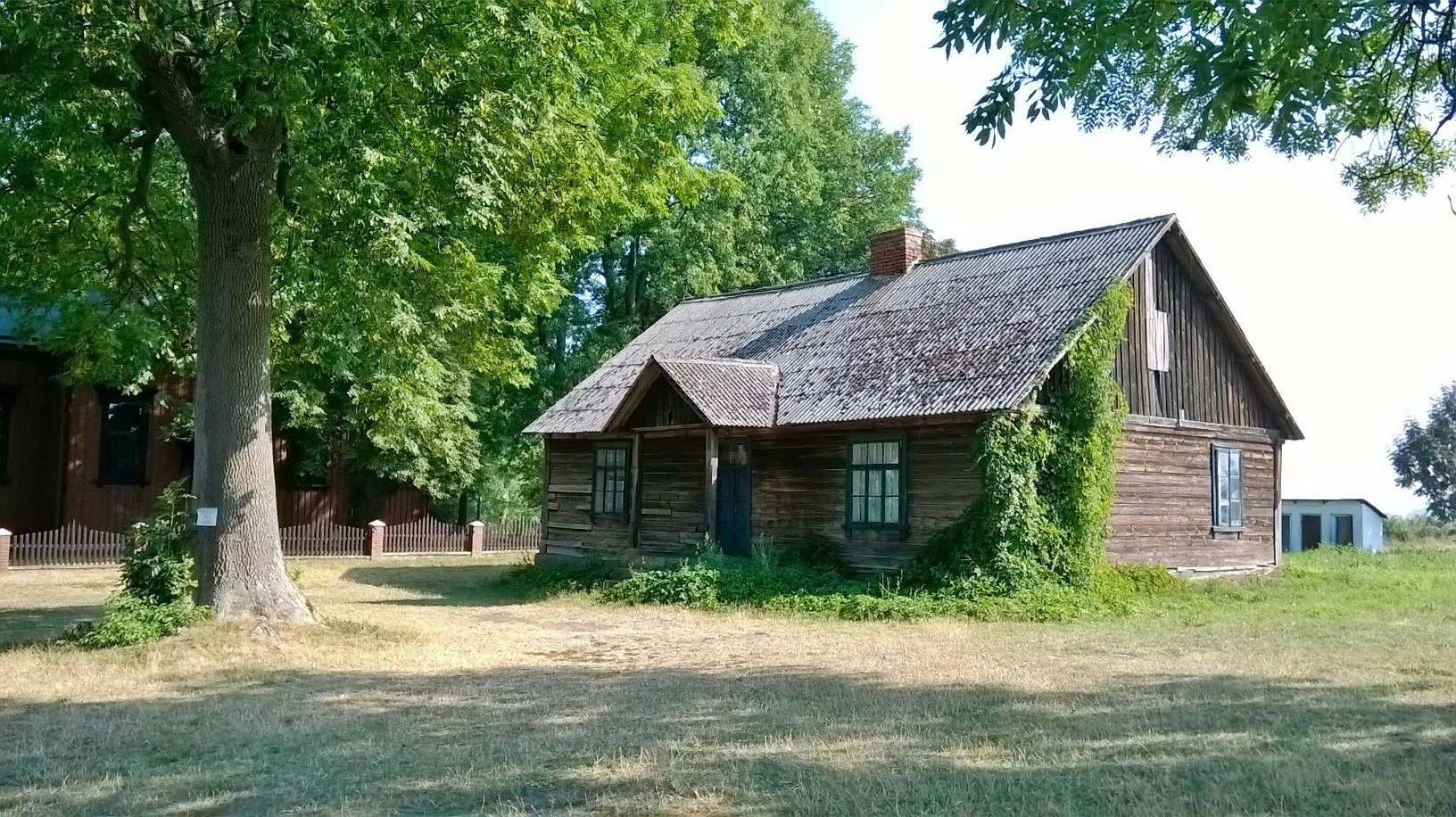
Стара школа

У 1897 р. У Вішнюві була побудована однокласна дерев'яна школа. Під час Першої світової війни заняття в школі були припинені. У 1918 році Кобус, невідомий по імені, почав викладати польською мовою. У 1939 р. Лише українських дітей навчали рідною мовою. Школа знову почала функціонувати у 1947 році. Це була 5-класна, а потім 6-класна школа. Першим його керівником був Тадеуш Фебровський, якого в 1955 році замінив Ян Польський. Через рік школу розширили до 7-класної. Нова школа була побудована в 1973 році. Будівля старої школи донині залишається порожньою.

## Православне кладовище
Православне кладовище закрито. Там є окремі могили, кам'яні та дерев'яні. Силами українських волонтерів очищено й відновлено надмогильні пам'ятники на кладовищах сіл Модринь, Ласків та Вишнів. 

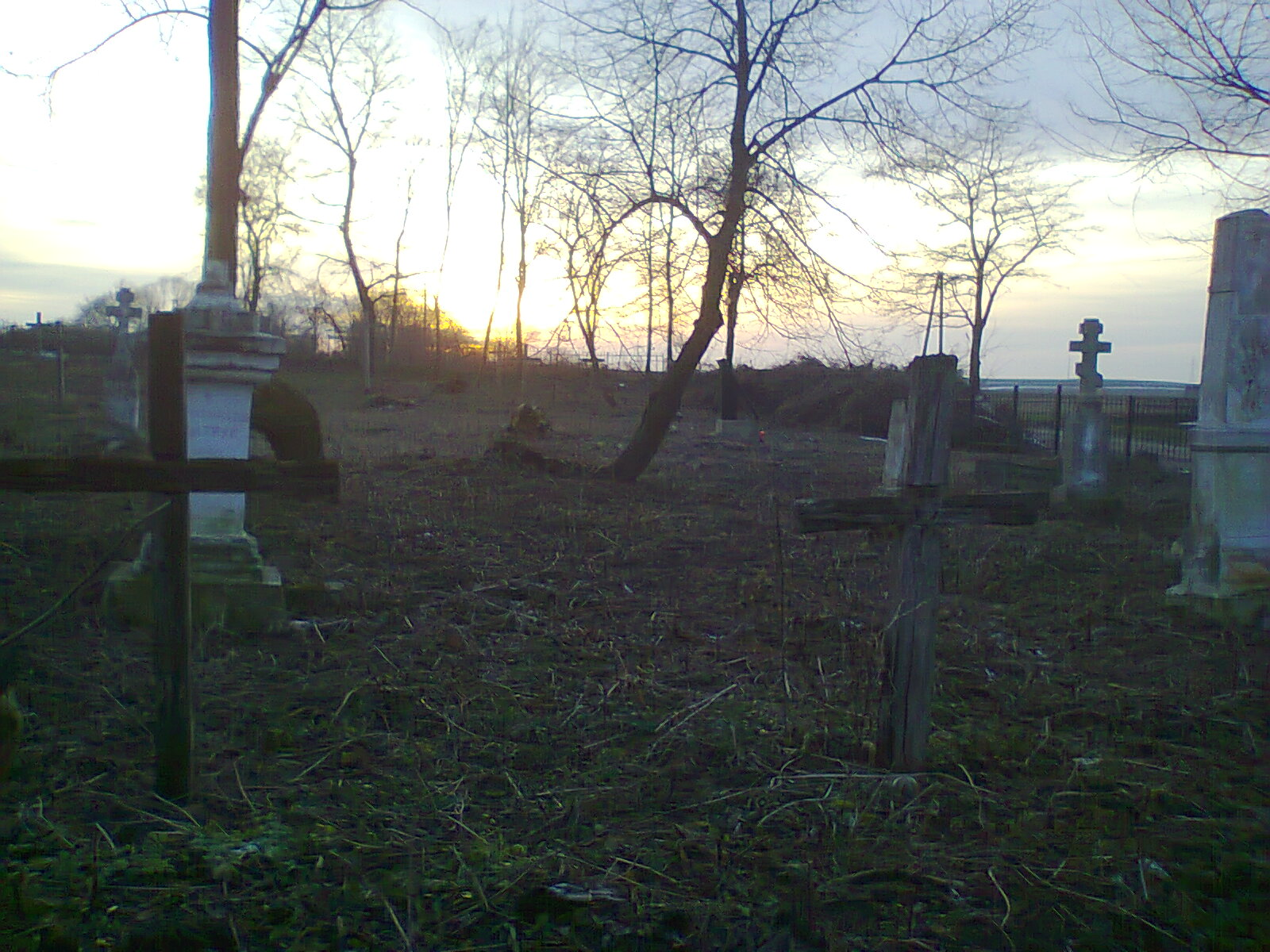
православне кладовище
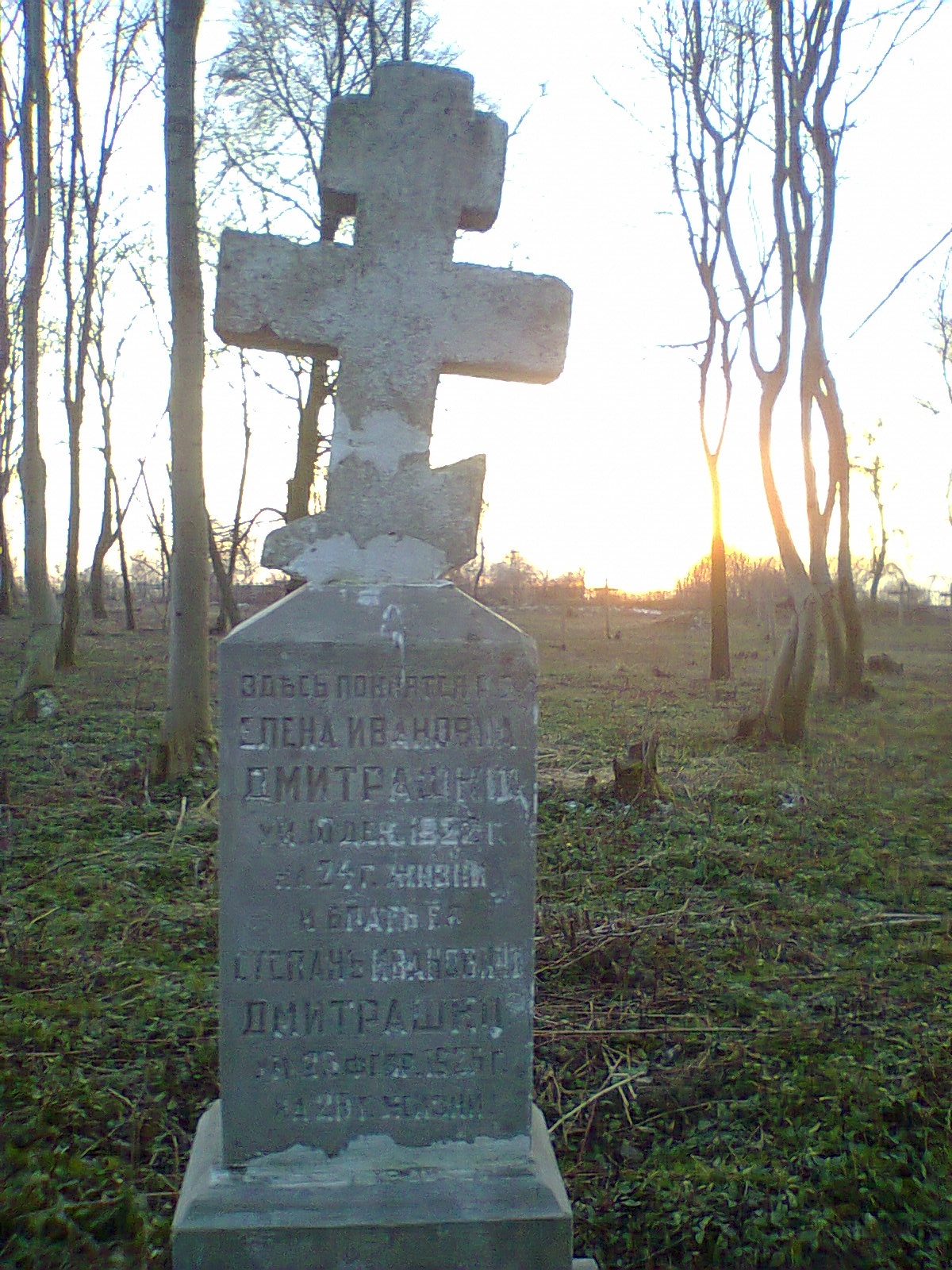
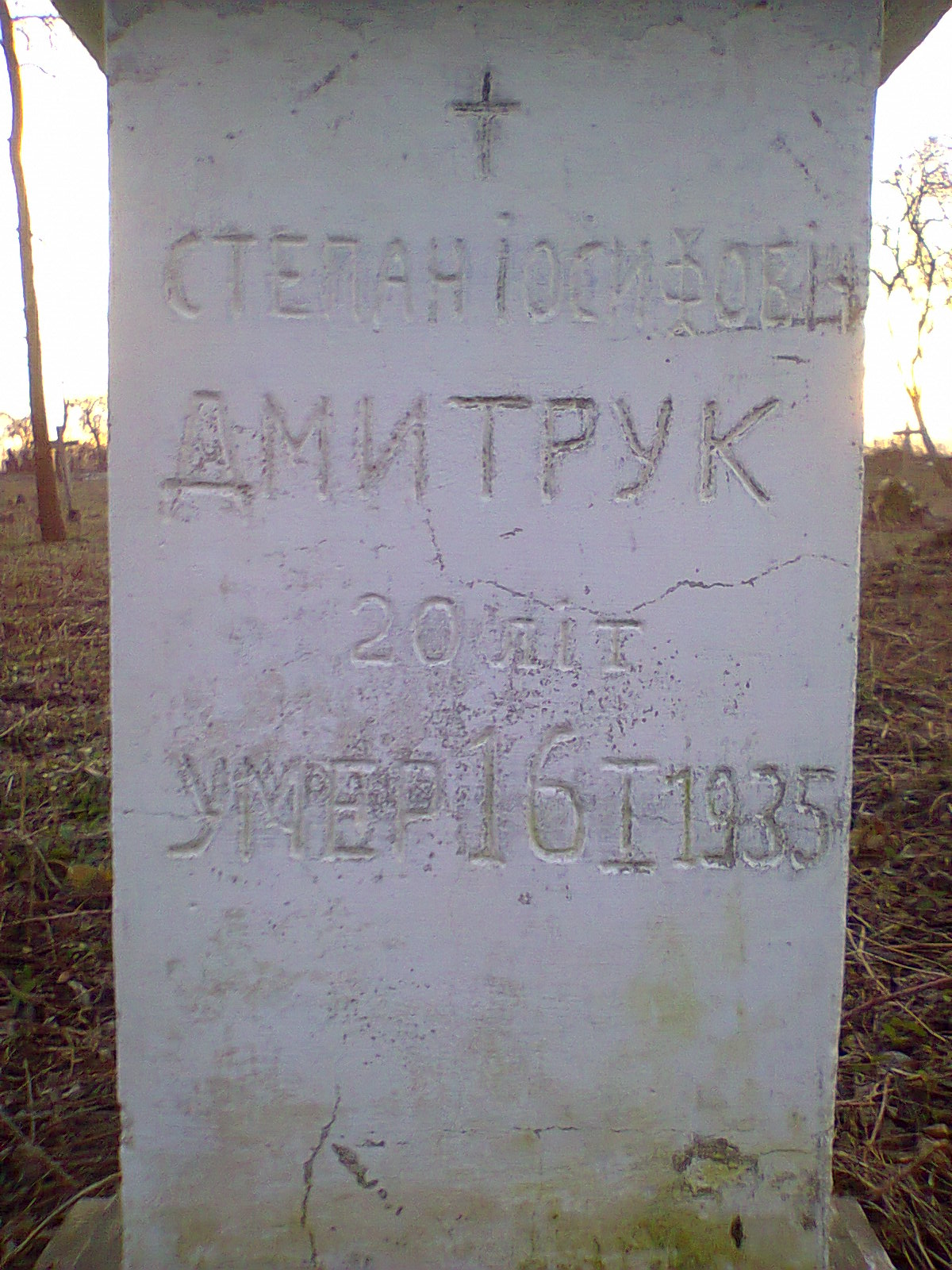
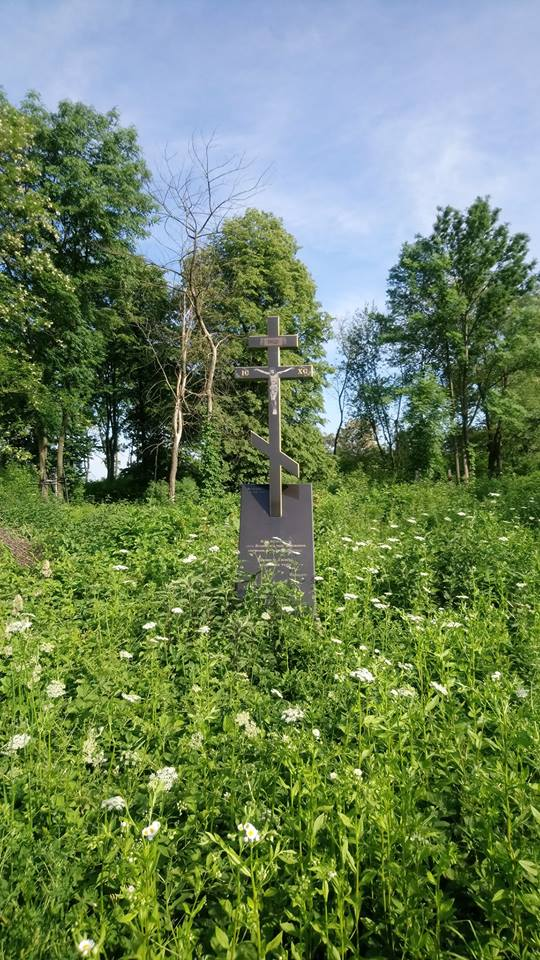
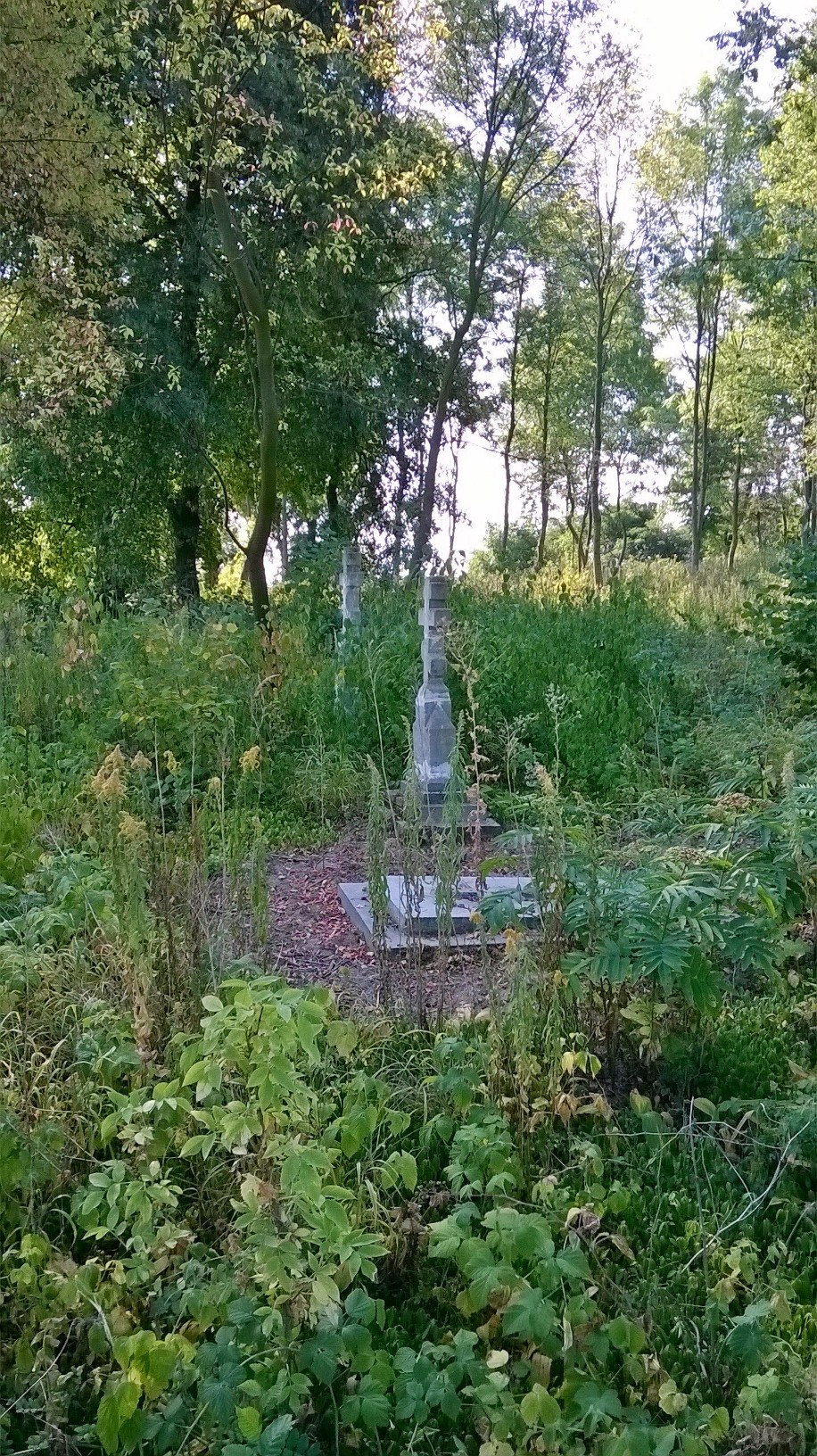
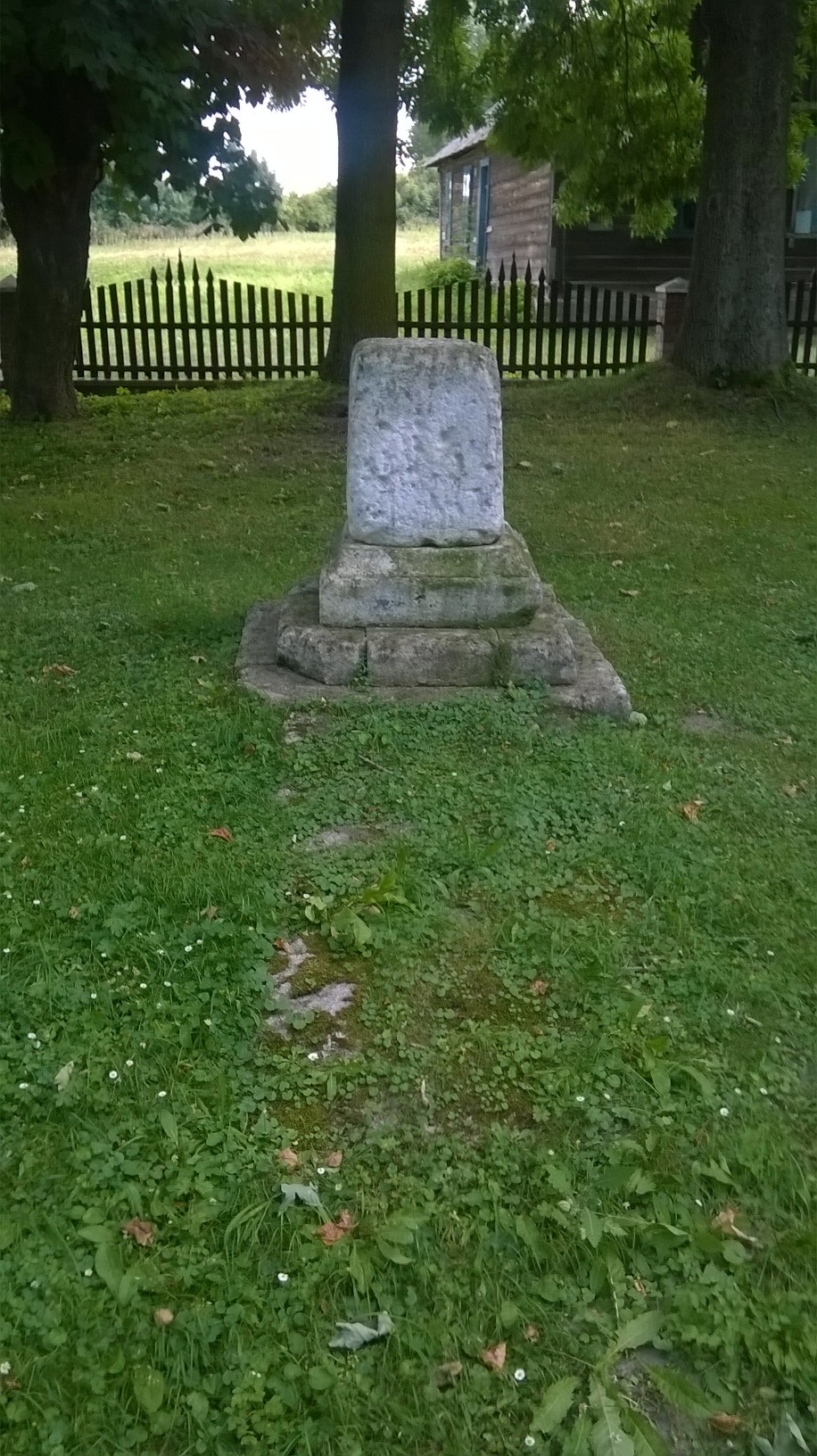

## Населення
За даними етнографічної експедиції 1869—1870 років під керівництвом Павла Чубинського, у селі проживали греко-католики, які розмовляли українською мовою.
За даними перепису населення Польщі 1921 року в селі налічувалося 106 будинків та 622 мешканці, з них:
- 290 чоловіків та 332 жінки;
- 422 православні, 108 римо-католиків, 27 юдеїв, 64 християни інших конфесій, 1 особа іншої релігії;
- 451 українець, 163 поляки, 8 євреїв.[28]

Демографічна структура станом на 2021 року:
|          | Загалом | Допрацездатний вік | Працездатний вік | Постпрацездатний вік |
| -------- | ------- | ------------------ | ---------------- | -------------------- |
| Чоловіки | 213     | 35                 | 146              | 32                   |
| Жінки    | 221     | 29                 | 118              | 74                   |
| Разом    | 434     | 64                 | 264              | 106                  |

## Особистості

### Народилися
- Олександр Рисак (1939—2003) — український літературознавець, поет.
- Дмитро Сагайко (1904-?) — український хірург, головний лікар УПА-Північ[30].